# Anisodes terrens
Anisodes terrens là một loài bướm đêm trong họ Geometridae.